# Joaquín Sánchez de Toca Calvo
Pour les articles homonymes, voir Joaquín Sánchez, Sánchez et Sánchez de Toca.
Joaquín Sánchez de Toca Calvo, né le 24 septembre 1852 à Madrid et mort le 13 juillet 1942 à Pozuelo de Alarcón (province de Madrid), est un avocat, écrivain et homme d'État conservateur espagnol.

## Biographie
Il est le troisième fils de Melchor Sánchez de Toca y Sáenz de Lobera (marquis de Toca), chirurgien et médecin de la reine Isabel II et de Francisca Calvo Pereira de Castro. 
Il étudie le droit à l'université de Bordeaux puis à l'université complutense de Madrid. En 1870, âgé de seulement 18 ans, il présente sa thèse de doctorat en droit canonique sur le mariage, qu'il publie avec un prologue de Fernández Guerra. Il commence son activité politique au cours du règne d'Alphonse XII par son élection comme député du district de Mora de Rubielos (province de Teruel) pour le Parti conservateur en 1884. À partir de 1890, il devient membre de la Real Academia de Ciencias Morales y Políticas, institution qu'il présidera plus tard (1914). Sous la régence de la reine Marie-Christine d'Autriche, il est nommé maire de Madrid en 1896, puis sénateur à vie en 1899. Il fait son entrée dans l'exécutif en étant ministre de l'Agriculture, Industrie, Commerce et Travaux publics dans un gouvernement de Marcelo Azcárraga du 23 octobre 1900 à l'année suivante.
Il se marie dans les années 1870 avec María Ballester.
Peu après le couronnement d'Alphonse XIII, il est ministre de la Marine dans un gouvernement présidé par Francisco Silvela (1902 - 1903). Il est ministre de la Grâce et de la Justice entre 1903 et 1904 pour Antonio Maura. La même année il occupe la présidence du Conseil d'État. En 1913 il se range du côté d'Eduardo Dato au cours de la scission qui affecte les rangs du Parti conservateur entre ces derniers et les partisans de Maura.
En 1914 il est Président du Sénat et membre élu de la Real Academia de Jurisprudencia y Legislación.
Le 20 juillet 1919, après l'échec de la constitution d'un « ministère de concentration conservatrice », il est chargé de former un gouvernement. Son mandat dura jusqu'au 12 décembre, où il doit démissionner lors d'une crise qui voit s'exacerber les tensions sociales et les menaces de l'Armée.
Il s'oppose en 1923 à la dictature de Primo de Rivera, considérant qu'elle porte préjudice aux assises constitutionnelles du régimes, régies par la Constitution de 1876. À la chute de la dictature, il est consulté par Alphonse XIII dans l'optique de former un gouvernement mais refuse. Durant la Seconde République il se maintient éloigné de la vie politique. En 1933, dans une entrevue concédée au journal l'Heraldo de Madrid il se montre très critique aussi bien envers la monarchie déchue qu'envers la République.

## Mandats et charges publiques
- 1884 : Député aux Cortes pour le Parti conservateur, district de Mora de Rubielos.
- 1890 : Sénateur à vie par désignation royale.
- 1890 : Membre élu de l'Académie royale des sciences morales et politiques.
- 1896 : Maire de Madrid.
- 1900 : Ministre de l'Agriculture, Commerce, Industrie et Travaux publics.
- 1902 : Ministre de la Marine.
- 1903 : Ministre de la Grâce et Justice.
- 1904 : Président du Conseil d'État.
- 1907 : Maire de Madrid.
- 1914 : Président du Sénat.
- 1914 : Président de la Real Academia de Jurisprudencia y Legislación.
- 1919 : Président du Conseil des ministres.
- 1920 : Président du Sénat.

## Gouvernement de Joaquín Sánchez de Toca Calvo (1919)
Ce gouvernement resta en place du 20 juillet au 7 décembre 1919.
- Intérieur : Manuel de Burgos y Mazo
- Budget : Gabino Bugallal
- Affaires étrangères : Marquis de Lema (gendre de Sánchez de Toca).
- Justice : Pascual Amat
- Instruction publique : José del Prado Palacio (es)
- Équipement : Abilio Calderón Rojo (es)
- Guerre : Antonio Tovar
- Marine : Manuel Flórez
- Ravitaillements : Marquis de Mochales, puis Carlos Cañal.

## Œuvres
Son œuvre écrite aborde un large éventail de thématiques, sociales, politiques, juridiques ou historiques.
- El matrimonio: su Ley Natural, su historia, su importancia social, Madrid, 1871.
- La crisis agraria europea y sus remedios en España, Madrid, 1887.
- La crisis presente del Partido Conservador. Madrid, 1897.
- La Jefatura y los ideales, Madrid, 1897.
- Reforma de la Marina, Madrid, 1902.
- Regionalismo, municipalismo y centralización, Madrid: A. Vela, 1907.
- La acción ibérica como factor de la política europea en África, Madrid, 1913.
- Regionalismo Municipal y Centralización, Madrid, 1913.
- El movimiento antimilitarista en Europa, Madrid, 1914.